# Miet Smet
Miet Smet (n. 5 aprilie 1943, Sint-Niklaas, Flandra, Belgia – d. 19 decembrie 2024, Destelbergen, Flandra, Belgia) a fost un om politic belgian, membru al Parlamentului European în perioada 1999-2004 din partea Belgiei.